# The Express
The Express (im Original auch: The Express: The Ernie Davis Story) ist ein US-amerikanisches Sportler-Drama aus dem Jahr 2008. Die Filmbiografie zeigt das Leben des American-Football-Spielers Ernie Davis.

## Handlung
Der schwarze Ernie Davis wächst im texanischen Dallas auf, wo er wegen seiner Hautfarbe auf viel Gegenwind stößt. Im Alter von zehn zieht er mit seiner Mutter nach New York, wo er beginnt, Football zu spielen und dabei ein ziemlich erfolgreicher Runningback ist. Zur gleichen Zeit spielt der schwarze Runningback Jim Brown für die Syracuse University und ihm gelingt durch eine Verpflichtung durch die Cleveland Browns der Sprung in die Profiliga. Kurz vor seinem Abschied besucht Brown noch mit seinem Head Coach Ben Schwartzwalder Davis um ihn für die Syracus anzuwerben, was auch gelingt.
Dort spielt er für die Syracus Orange, wo er einen wichtigen Beitrag dazu leistet, dass sie ungeschlagen bleiben und dadurch im Cotton Bowl Classic in Dallas spielen. Dort treffen sie auf die Texas Longhorns, welche brutal und regelwidrig gegen die schwarzen Spieler vorgehen, was kurz vor Ende der ersten Halbzeit zu einer Massenschlägerei ausartet. Weil Davis bereits durch eine Verletzung aus dem Training geschwächt war, entscheidet sein Trainer, dass Davis in der zweiten Hälfte nicht spielt. Da er sich jedoch als Vorbild für die schwarze Gemeinschaft sieht, kehrt er kurz vor Ende des Spiels zurück und sichert seiner Mannschaft den Sieg. Er wird zum Most Valuable Player des Coton Bowls gekürt und erhält später auch als erster Schwarzer die Heisman Trophy. Nach dem College wird er von den Cleveland Browns als Gesamterster im NFL Draft ausgewählt, wo er mit Jim Brown zusammenspielen möchte.
Kurz danach erhält er die Nachricht, dass er an Leukämie erkrankt ist und nicht spielen wird. Der Film endet mit der Information, dass Davis am 18. Mai 1963 im Alter von nur 23 Jahren verstarb und die Browns seine Rückennummer sperrten, obwohl er nie ein Down gespielt hatte.

## Besetzung und Synchronisation
| Darsteller           | Rolle              | Stimme             |
| -------------------- | ------------------ | ------------------ |
| Rob Brown            | Ernie Davis        | Marcel Collé       |
| Dennis Quaid         | Ben Schwartzwalder | Thomas Danneberg   |
| Darrin Dewitt Henson | Jim Brown          | Dennis Schmidt-Foß |
| Omar Benson Miller   | Jack Buckley       | Tim Sander         |
| Charles S. Dutton    | Will Davis         | Jürgen Kluckert    |
| Saul Rubinek         | Art Modell         | Gerald Paradies    |

## Auszeichnungen
| Jahr | Preis                           | Kategorie                                                   | Nominierter  | Resultat  |
| ---- | ------------------------------- | ----------------------------------------------------------- | ------------ | --------- |
| 2009 | Young Artist Awards             | Best Performance in a Feature Film – Supporting Young Actor | Justin Jones | Nominiert |
| 2009 | AARP Movies for Grownups Awards | Best Supporting Actor                                       | Dennis Quaid | Nominiert |
| 2009 | Image Award                     | Outstanding Actor in a Motion Picture                       | Rob Brown    | Nominiert |
| 2009 | ESPY Awards                     | Best Sports Movie                                           |              | Gewonnen  |